# Zirkelstein
Der Zirkelstein bei Schöna im sächsischen Landkreis Sächsische Schweiz-Osterzgebirge ist eine 384,5 m ü. NHN hohe Erhebung in der Sächsischen Schweiz und deren kleinster Tafelberg. Trotz geringer Größe und geringem Umfang stellt er aufgrund seiner charakteristischen Form eines der markantesten Felsgebilde des Elbsandsteingebirges dar.

## Geographische Lage
Der Zirkelstein erhebt sich 6,4 km (Luftlinie) südöstlich von Bad Schandau im linkselbischen Teil der Sächsischen Schweiz. Unmittelbar nordwestlich des Berges liegt der Ortsteil Schöna der deutschen Gemeinde Reinhardtsdorf-Schöna und etwas östlich befindet sich im Elbtal die tschechische Gemeinde Hřensko (Herrnskretschen).

## Geschichte

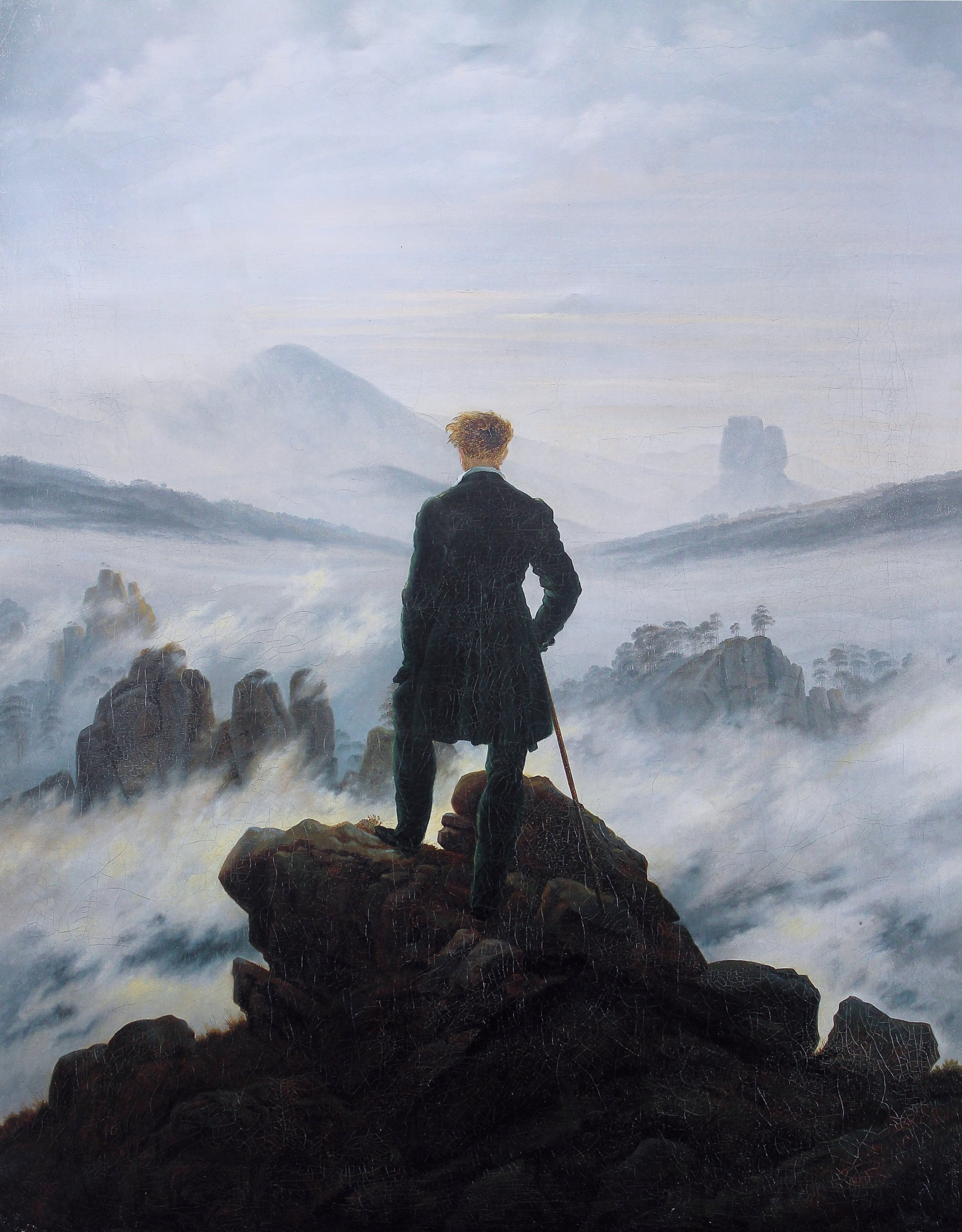
Caspar David Friedrich: Der Wanderer über dem Nebelmeer (Zirkelstein rechts)

Die erste urkundliche Erwähnung des Berges erfolgte 1592 als Circkelstein im Rahmen der von Matthias Oeder durchgeführten ersten kursächsischen Landesaufnahme. Der Name ist von der markanten Form, die an einen Zirkel erinnert, abgeleitet.
Eine der frühesten bekannten Abbildungen des Zirkelsteins stammt von Caspar David Friedrich, der den Berg im Hintergrund seines 1818 entstandenen Gemäldes Der Wanderer über dem Nebelmeer darstellte. Der Kartograph Otto von Odeleben, der von 1823 bis 1826 eine Karte der Sächsischen Schweiz, erstellt, weilte 1826 als einer der ersten Besucher auf dem in jener Zeit noch zugangslosen Tafelberg.
Im Jahr 1842 wurde der Gipfel durch den damaligen Besitzer des Zirkelsteines, Johann Gottlob Füssel aus Schöna, mit einer Steiganlage für Besucher zugänglich gemacht. Er errichtete im selben Jahr auch eine kleine Bergwirtschaft auf dem Gipfel des Tafelberges. Innerhalb der Familie wurde die Bergwirtschaft bis 1913 geführt und danach verpachtet. Am 3. September 1926 wurde die Bergwirtschaft bei einem schweren Gewitter durch Blitzschlag in Brand gesetzt und brannte vollständig ab. Der Berg mit einem ca. 8 ha großen Areal ist in privatem Besitz. Im Juli 2021 ging das Areal für knapp 200.000 € an einen neuen Besitzer aus der Region.
Am Bergfuß steht ein ehemaliges Naturfreundehaus mit Gastronomie und kleinem Bungalowdorf, das seit 2008 in privater Hand ist.

## Geologie
Die etwa 42 Meter hohe Felskuppe des Zirkelsteins besteht aus Sandsteinen der Stufe d, welche in der geologischen Zeitskala in die Stufe Coniac der Kreide eingeordnet werden. Die Kuppe sitzt auf einer mit Wald bestandenen Schutthalde der Stufe c aus dem oberen Turon auf. In neueren Publikationen werden diese Sandsteine auch als Schrammsteinschichten bezeichnet.
Im Vergleich zu den anderen Tafelbergen der Sächsischen Schweiz sind Erosion und vor allem die Sandsteinverkarstung des Zirkelsteins bereits weit vorangeschritten, die Felskuppe weist einen geringen Umfang auf.

## Aussicht
Vom Gipfel des Zirkelsteins bietet sich aufgrund der isolierten Lage eine umfassende Rundsicht. Der Blick reicht
- in Richtung Osten: über die Elbe zum Einschnitt des Kamnitztales zu den Wäldern der Böhmischen Schweiz mit dem Růžovský vrch (Rosenberg) hin zum Lausitzer Gebirge mit dem Studenec (Kaltenberg),
- in Richtung Norden: über die Elbe auf die Kette der Schrammsteine und den Großen Winterberg,
- in Richtung Westen: auf die Tafelberge der linkselbischen Sächsischen Schweiz,
- in Richtung Südwesten: auf die beiden Zschirnsteine.

## Wege zum Gipfel
Der Zirkelstein ist am besten von Schöna aus entlang einer gelb markierten Wanderroute zu erreichen, die an seinem Fuß vorüberführt. Der Gipfel selbst ist über Treppen und Leitern besteigbar. Nördlich des Berges verläuft der Malerweg der Hauptwanderweg der Sächsischen Schweiz von Schöna ins Elbtal nach Schmilka.

## Galerie

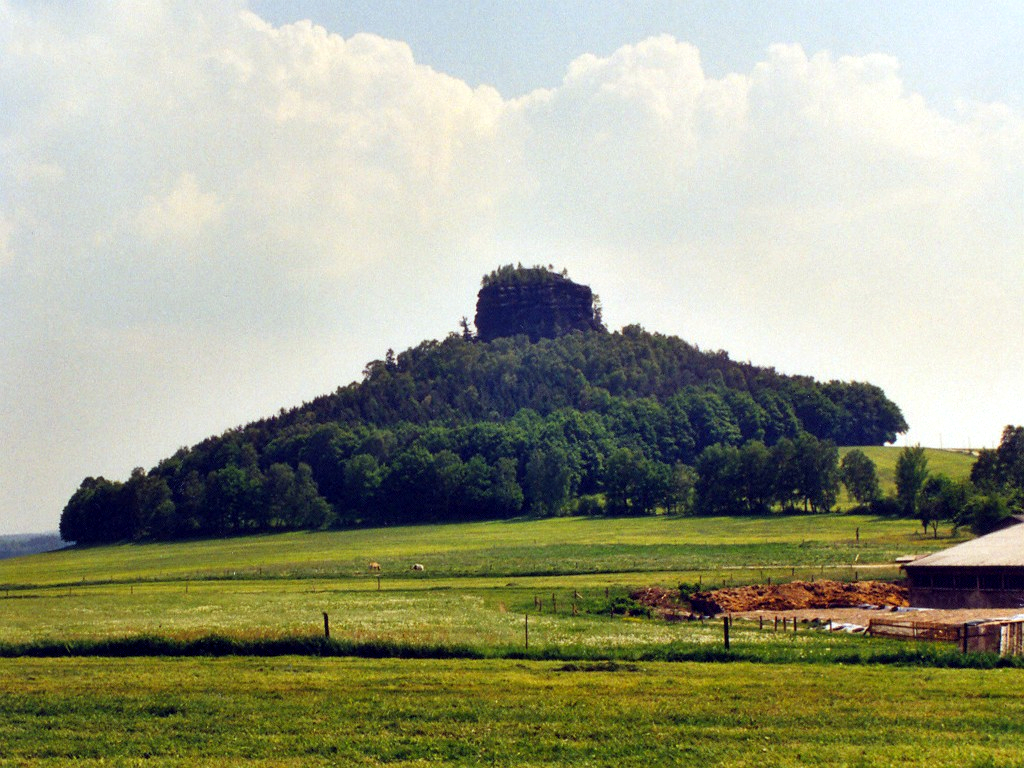
Zirkelstein
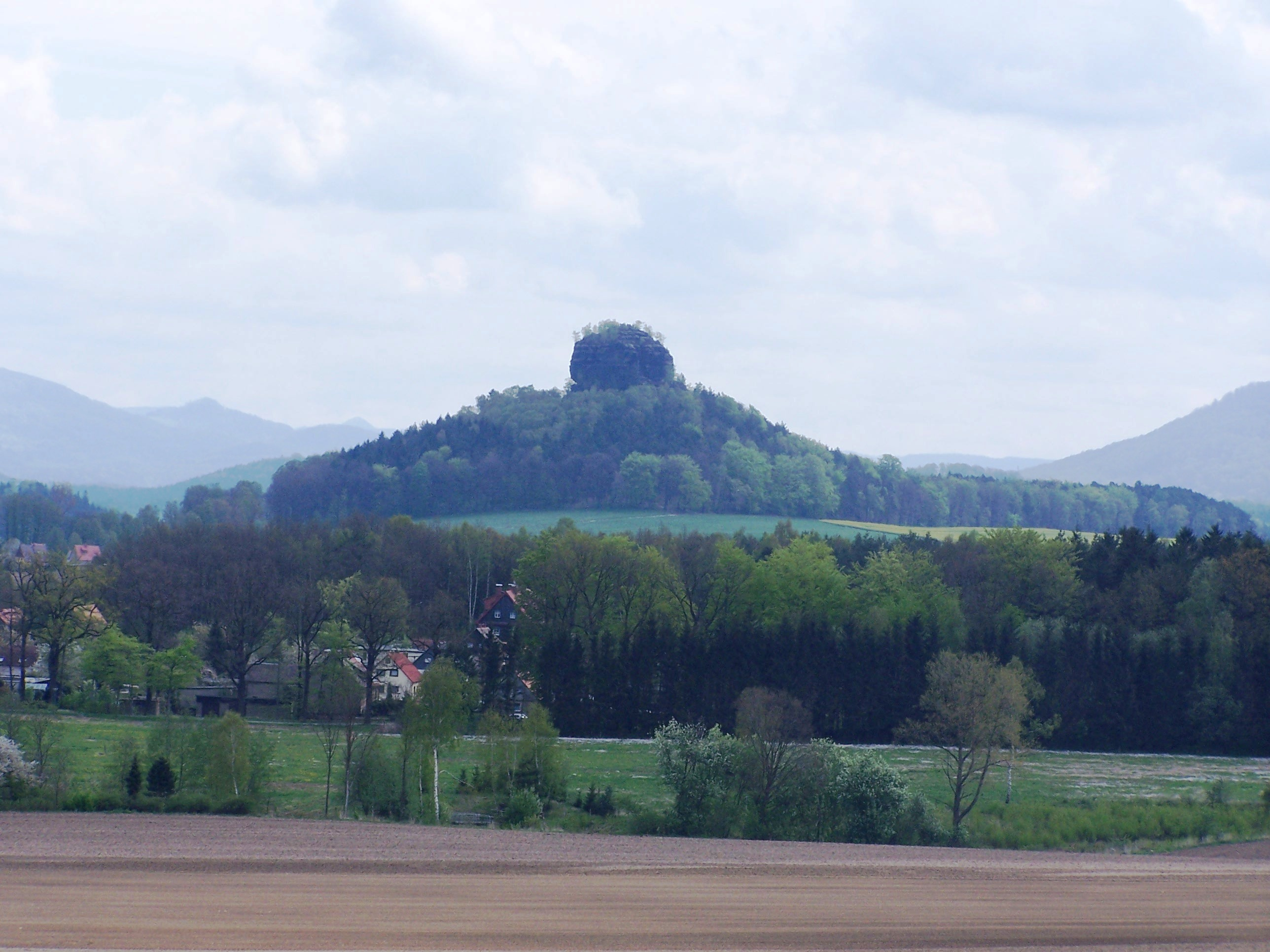
Ansicht vom Wolfsberg aus
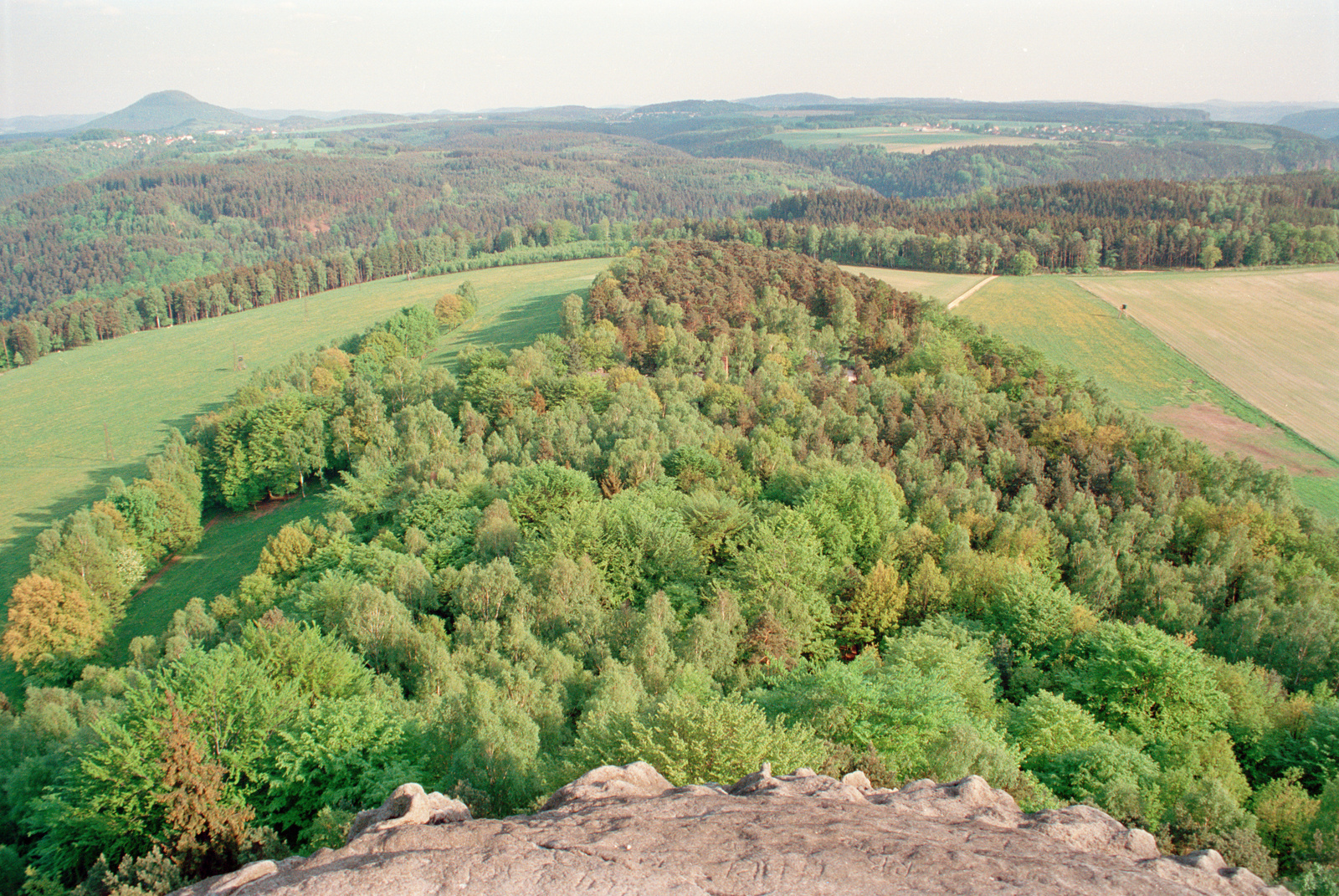
Blick vom Zirkelstein Richtung Tschechien, links der Rosenberg
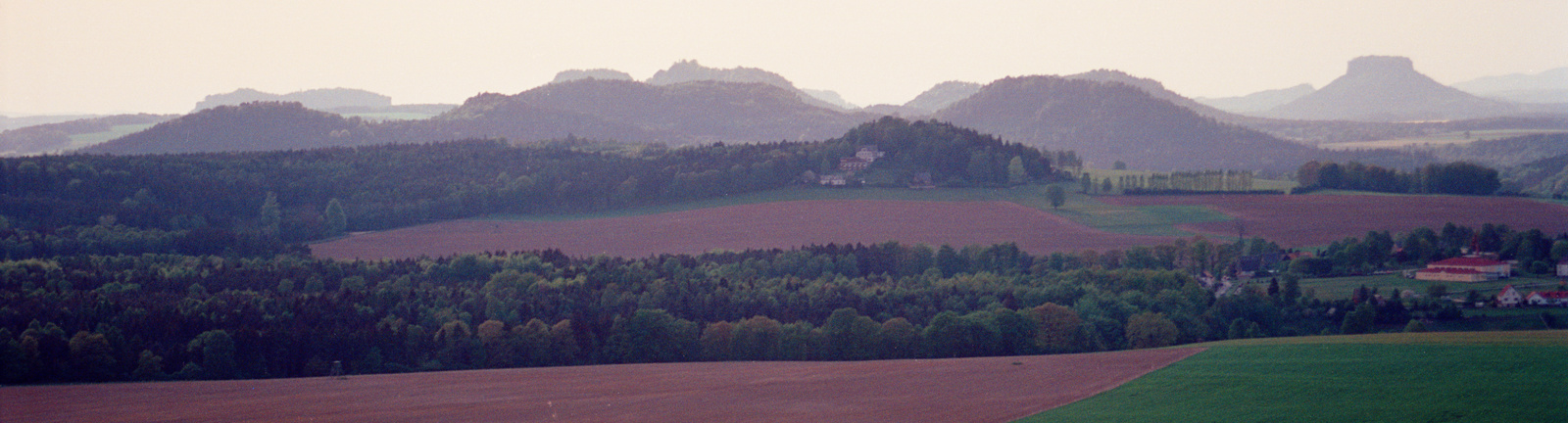
Blick vom Zirkelstein auf die vorderen Tafelberge der Sächsischen Schweiz
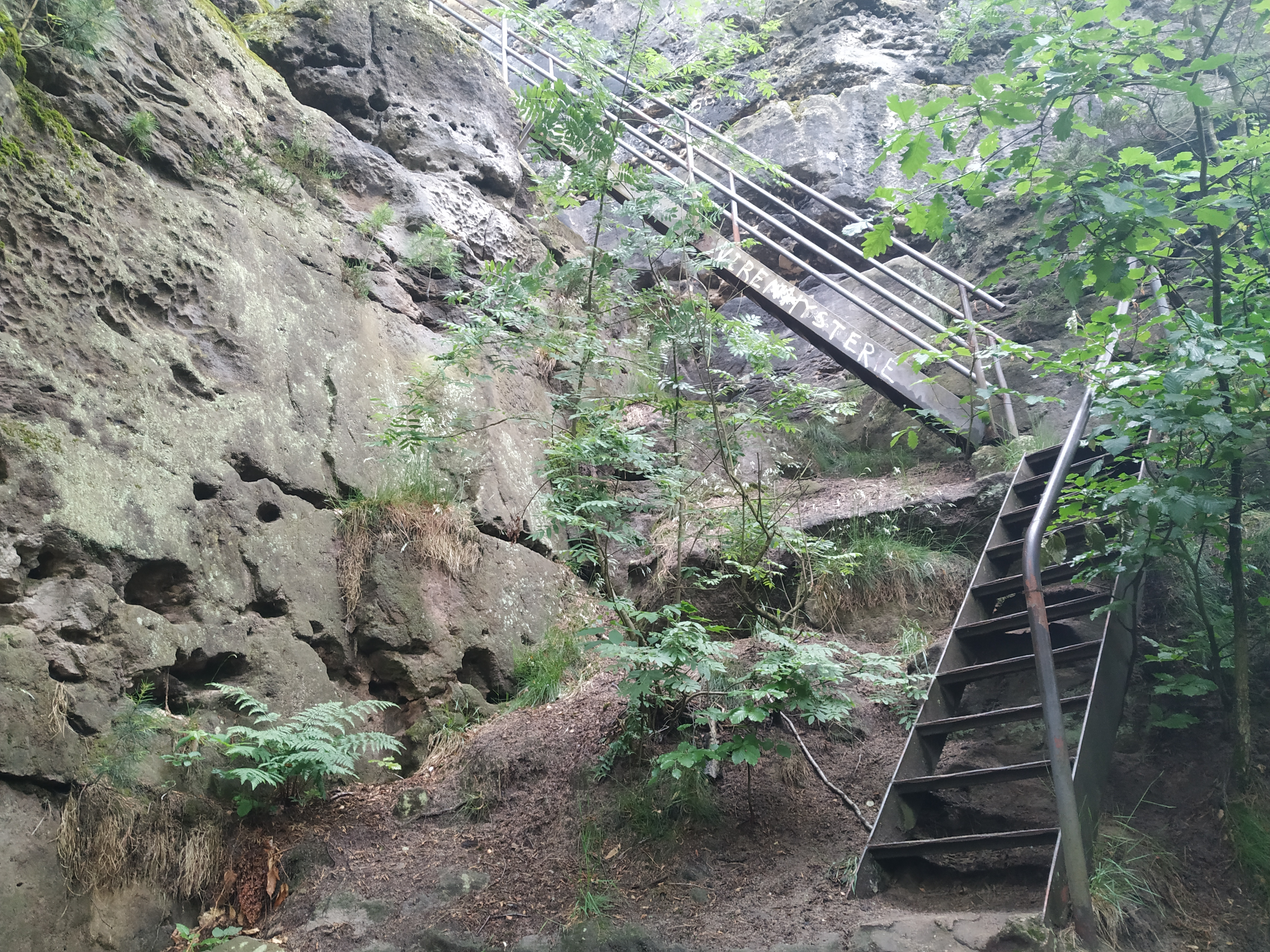
Aufstieg zum Gipfel
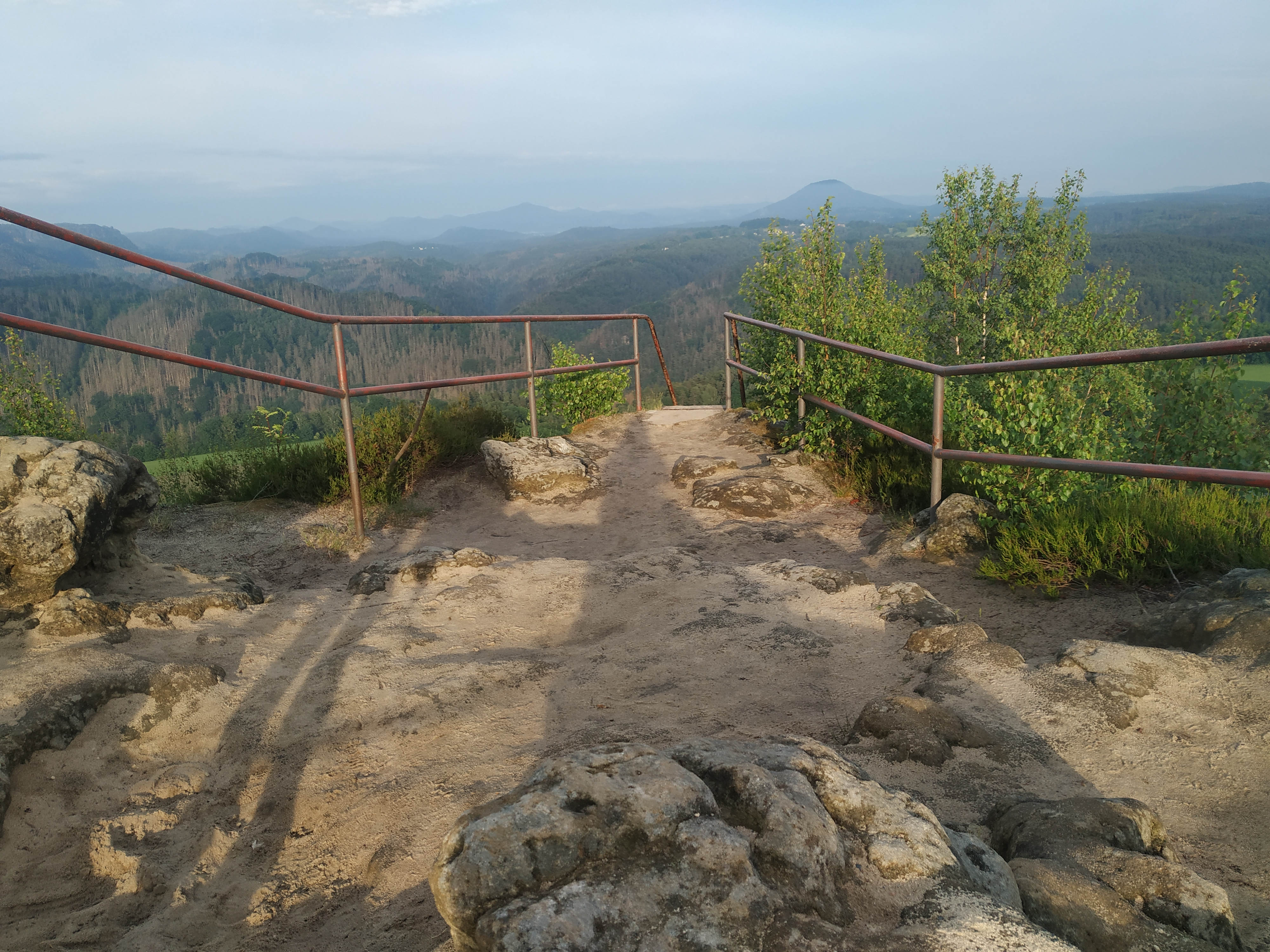
Gipfelplateau